# Sepvigny
Sepvigny är en kommun i departementet Meuse i regionen Grand Est (tidigare regionen Lorraine) i nordöstra Frankrike. Kommunen ligger i kantonen Vaucouleurs som tillhör arrondissementet Commercy. År 2022 hade Sepvigny 74 invånare.

## Befolkningsutveckling
Antalet invånare i kommunen Sepvigny
| Referens: INSEE |